# Z 9 Wolfgang Zenker
Le Z 9 Wolfgang Zenker est un destroyer de la Classe Type 1934A de la Kriegsmarine.
Le nom du navire est un hommage au Leutnant zur See Otto Wolfgang Zenker, mort sur le SMS König en novembre 1918.

## Histoire
Le navire entre en service le 2 juillet 1938 sous le commandement du capitaine de corvette Gottfried Pönitz.
Le matin du 3 septembre 1939, sous le commandement du contre-amiral Günther Lütjens, les destroyers Z 1 Leberecht Maass et Z 9 Wolfgang Zenker quittent le port de Hela et ouvrent le feu à 7 heures contre deux navires polonais, le destroyer ORP Wicher et le chasseur de mines ORP Gryf qui ripostent. Le Gryf est atteint deux fois. Après l'intervention d'une artillerie côtière polonaise de quatre canons de 152 mm, qui fait quatre morts et quatre blessés sur le Leberecht Maass, le Wolfgang Zenker lance des bombes fumigènes, Lütjens arrête l'attaque.
Lors de l'opération Weserübung, le navire appartient au groupe de combat dirigé par Friedrich Bonte qui fait débarquer 2 000 hommes du général Eduard Dietl près de Narvik en Norvège. Après leur arrivée à Narvik et le débarquement des soldats, lors de la bataille avec la marine britannique qui comprend le cuirassé HMS Warspite, les dix destroyers sont attaqués les 10 et 13 avril 1940. Le 13 avril, le Wolfgang Zenker, après l'épuisement de ses munitions et devant son état irréparable, décide de se saborder dans le Rombaksfjord (no).